# Sagalassa aequalis
Sagalassa aequalis är en fjärilsart som beskrevs av Walker 1862. Sagalassa aequalis ingår i släktet Sagalassa och familjen Brachodidae. Inga underarter finns listade i Catalogue of Life.